# Valtorres
Valtorres község Spanyolországban,  Zaragoza tartományban. Valtorres Ateca, La Vilueña és Terrer községekkel határos. Lakosainak száma 75 fő (2024).

## Népesség
A település népessége az utóbbi években az alábbiak szerint változott:
| Lakosok száma | 94   | 109  | 117  | 114  | 101  | 87   | 64   | 61   | 64   | 75   |
|               | 2001 | 2004 | 2007 | 2009 | 2012 | 2014 | 2017 | 2019 | 2022 | 2024 |